# Francisco Fernández Bernal
Francisco Fernández Bernal (Valverde del Camino, 1847-Getafe, 1907) fue un militar español.

## Biografía
Militar español nacido en la localidad onubense de Valverde del Camino el 30 de agosto de 1847. Hizo sus estudios en la Academia de Infantería, de la que salió con el empleo de alférez por los años de 1864 o 1865.
Luchó bizarramente contra los carlistas en el norte; en los encuentros que en Cataluña tuvo con su batallón en el ataque de Esparraguera, en el de Martorell y otros de la misma época; pasó de Cataluña a Valencia, y allí asistió al ataque y rendición de Valencia, en los días de los sucesos cantonales.A las órdenes del general Luis Serrano, en operaciones contra los carlistas de Álava, participó en el ataque de Berrozi, por lo que se le concedió el grado de capitán. También figuró en la sorpresa de San Román, en el encuentro contra las facciones de Carasa, Lizárraga y García, y en otros muchos combates contra los carlistas en el norte, Cataluña y Asturias.
Retirado del servicio activo en 1875, logró la vuelta al mismo, previo juramento de fidelidad a Alfonso XII, y se le destinó al ejército de Filipinas (1876) con el empleo de teniente coronel.Años después regresó a la península ibérica, mas pronto se embarcó de nuevo para el citado archipiélago, en el que prestó servicios, ya en los gobiernos de Cotta-bato y Mindanao, ya en comisiones, ya más tarde en Leyte, donde ejerció los mandos político y militar, y sobre todo en la campaña de Mindanao. Por méritos de guerra había obtenido los empleos y grados de teniente, capitán y comandante; por servicios prestados a la Patria se le había concedido el grado de teniente coronel. Por antigüedad los otros empleos y grados no citados, y por los méritos en Filipinas, donde fue uno de los héroes de Maráhuit, ascendió en 1895 a general de brigada. Con este empleo llegó a la isla de Cuba no mucho después de iniciada la última guerra de independencia cubana (1895).En los comienzos del año de 1896 alcanzó en las lomas de Mamey triunfos en lucha con los rebeldes cubanos. Por servicios de guerra se le adjudicó la gran cruz de Mérito Militar en 1896, y se le nombró al año siguiente general de división, que era su actual empleo en abril de 1899.Ascendido en 1906 a teniente general, falleció el 5 de septiembre de 1907 en Getafe. Fue miembro de la masonería.